# Хам (роман)
«Хам» (пол. Cham) — роман белорусской писательницы Элизы Ожешко.

## Сюжет
Действие романа происходит в белорусской деревне на реке Неман. Рыбак Павел живёт обычной деревенской жизнью. Семейная жизнь не сложилась из-за смерти супруги, и он замыкается на себе и своём занятии. Однажды он знакомится с женщиной Франкой, в которую влюбляется всей душой. Он пытается помочь ей уйти от порочной жизни и жить спокойно и размеренно, но у него это не совсем получается.

## Мнение
Некоторые исследователи считают, что интерес к творчеству Льва Толстого оказал своё воздействие на настоящий роман, в котором можно отметить религиозно-этическую доктрину, также называемую толстовство, в рамках которой рыбак Павел борется за психическое и моральное здоровье жены.

## Экранизация
- Хам (1931)
- Хам (1980)

## Театральные постановки
- "Хам" (1911), в белорусском народном театре И. Буйницкого в Вильно.

## Издания на русском языке
- Э. Ожешко. Хам / перевод с польского М. Абкиной; — М.: Государственное издательство художественной литературы, 1956.